# Нови Зеланд на Светском првенству у атлетици у дворани 2022.
Нови Зеланд је учествовао на 18. Светском првенству у атлетици у дворани 2022. одржаном у Београду од 18. до 20. марта шеснаести пут. Репрезентација Новог Зеланда имала је 5 учесника (3 мушкарца и 2 жене), који су се такмичили у 5 дисциплина (3 мушке и 2 женске).,
На овом првенству Нови Зеланд је по броју освојених медаља, са 2 бронзане делио 27 место.
У табели успешности према броју и пласману такмичара који су учествовали у финалним такмичењима (првих 8 такмичара) Нови Зеланд је са 3 учесника у финалу делио 19. место са 15 бодова.
| Плас. | Земља       | 1. место | 2. место | 3. место | 4. место | 5. место | 6. место | 7. место | 8. место | Бр. финал. | Бод. |
| ----- | ----------- | -------- | -------- | -------- | -------- | -------- | -------- | -------- | -------- | ---------- | ---- |
| =19.  | Нови Зеланд | 0        | 0        | 2        | 0        | 0        | 1        | 0        | 0        | 3          | 15   |

## Учесници
| Мушкарци: - Џорџ Бимиш — 3.000 м - Хемиш Кер — Скок увис - Томас Волш — Бацање кугле | Жене: - Зое Хобс — 60 м - Оливија Мектагарт — Скок мотком |  |

## Освајачи медаља (2)

### Бронза (2)
- Хемиш Кер — Скок увис
- Томас Волш — Бацање кугле

## Резултати

### Мушкарци
| Атлетичар  | Дисциплина   | Лични рекорд | Квалификације     | Квалификације | Финале      | Финале       | Детаљи |
| Атлетичар  | Дисциплина   | Лични рекорд | Резултат          | Место         | Резултат    | Место        | Детаљи |
| ---------- | ------------ | ------------ | ----------------- | ------------- | ----------- | ------------ | ------ |
| Џорџ Бимиш | 3.000 м      | 7:39,50 НР   | 7:51,71 КВ        | 2. у гр. 2    | 7:46,91     | 10 / 33 (34) |        |
| Хемиш Кер  | Скок увис    | 2,39 о       |                   |               | 2,31 НР, ЛР |              |        |
| Томас Волш | бацање кугле | 22,90 о      | 22,31 ОКР, НР, ЛР |               |             |              |        |

### Жене
| Атлетичарка       | Дисциплина  | Лични рекорд | Квалификације             | Квалификације | Полуфинале | Полуфинале | Финале                | Финале       | Детаљи |
| Атлетичарка       | Дисциплина  | Лични рекорд | Резултат                  | Место         | Резултат   | Место      | Резултат              | Место        | Детаљи |
| ----------------- | ----------- | ------------ | ------------------------- | ------------- | ---------- | ---------- | --------------------- | ------------ | ------ |
| Зое Хобс          | 60 м        | 7,33         | 7,13(.128) КВ, ОР, НР, ЛР | 3. у гр. 3    | 7,16(.152) | 3. у гр. 2 | Није се квалификовала | 11 / 46 (47) |        |
| Оливија Мектагарт | Скок мотком | 4,65 о       |                           |               |            |            | 4,60                  | 6 / 11       |        |